# Elof Westergaard
Elof Westergaard (født 31. marts 1962 i Lemvig) er en dansk cand.theol. der siden 2014 har været biskop over Ribe Stift.

## Karriere
Westergaard blev i 1981 student fra Struer Statsgymnasium. Han blev i 1991 uddannet teolog fra Aarhus Universitet.

### Præst
Han blev ordineret som præst i Ribe Domkirke. Elof Westergaard var tidligere sognepræst i Husby og Sønder Nissum sogne i Ribe Stift i perioden 1991-2005. Fra 2005 til 2014 var han præst i Mariehøj Sogn og fra 2009 til 2014 desuden provst i Silkeborg Provsti.

### Biskop
Da Elisabeth Dons Christensen på grund af aldersgrænsen på 70 år, i 2014 skulle gå af som biskop over Ribe Stift, valgte Elof Westergaard i oktober som den første at melde sit kandidatur til posten. I starten af april 2014 blev han foran tre modkandidater i 1. valgrunde valgt som ny biskop over Ribe Stift. Han fik samlet 64,35 procent af stemmerne. 1. juni samme år blev han bispeviet i Ribe Domkirke.